# Джейсон Кенні
Джейсон Кенні  (англ. Jason Kenny, 23 березня 1988) — британський трековий велогонщик, семиразовий олімпійський чемпіон, триразовий чемпіон світу, чемпіон Європи. 

## Виступи на Олімпіадах
| Олімпіада   | Дисципліна       | Місце |
| ----------- | ---------------- | ----- |
| Пекін 2008  | спринт           | 2     |
| Пекін 2008  | командний спринт | 1     |
| Лондон 2012 | спринт           | 1     |
| Лондон 2012 | командний спринт | 1     |
| Ріо 2016    | командний спринт | 1     |
| Ріо 2016    | спринт           | 1     |
| Ріо 2016    | кейрін           | 1     |
| Токіо 2020  | командний спринт | 2     |
| Токіо 2020  | спринт           | 8     |
| Токіо 2020  | кейрін           | 1     |